# Opowiadania o nadziei
Opowiadania o nadziei − zbiór opowiadań Mieczysława Malińskiego, po raz pierwszy wydany nakładem Wydawnictwa Pallottinum w roku 1983, wznowionego w 1984 przez Wydawnictwo Michalineum z rysunkami Juliana Bohdanowicza.
Wydanie z 1983 roku zilustrował Edward Lutczyn.

## Lista opowiadań
- Kalif za siódmą górą
- Czwarty król
- Tytus – syn kowala
- Krzysztof
- Jest taki kwiat
- O szejku i o śmierci
- Czarny rycerz
- Nie taki diabeł straszny, jak go malują
- Ludzkie krzyże
- Opowiadanie wigilijne
- Jakub maszeruje do nieba
- Rozbity dzban
- Święty Mikołaj
- Kuternoga
- Ostatni zakonnik
- Sen o nadziei

## Fabuła[1]

### Kalif za siódmą górą
Bogaty kalif wydał wystawne przyjęcie. Zgromadziło się wielu gości. Jego pałac dosłownie pękał w szwach. Za ogrodzeniem zaczął zbierać się tłum gapiów. Wszyscy oni byli biedni. Z zachwytem patrzyli na przepych i mnogość podawanych w pałacu kalifa potraw. Nagle ktoś z tłumu dał znak do zaprotestowania i wezwania kalifa do wpuszczenia pospólstwa na ucztę. Ucztującym zaczęło zagrażać prawdziwe niebezpieczeństwo. Protestujący tłum napierał i lada chwila mogło dojść do tragedii. Sytuację uratował wierny sługa kalifa, który zasugerował protestującym u bram pałacu, by poszli szukać prawdziwie bogatego kalifa, który byłby w stanie sprostać ich potrzebom, zaradzić ich ubóstwu. Miał on mieszkać za siedmioma górami. Tłum uwierzył. Ludzie, jeden po drugim, zaczęli podążać w poszukiwaniu domeny owego tajemniczego, nieznanego władcy. Ku zdziwieniu pana, również stary sługa wybrał się w podróż. Bo czy może być coś nieprawdą, skoro tak wielu uwierzyło.

### Czwarty król
Szlachetny król zobaczył gwiazdę, zwiastującą narodziny Króla Miłości. Postanowił udać się do ziemi żydowskiej i oddać mu pokłon. Przygotował wspaniałą wyprawę, zabierając ogromny rubin dla Jezusa. Po drodze natrafił na rozmaite przeszkody, wobec których zawsze po królewsku stawał na wysokości zadania, okazując się być dobrym człowiekiem, filantropem i niezmordowanym organizatorem. Raz nawet o mały włos nie stracił życia, opiekując się chorymi na cholerę mieszkańcami pewnej krainy. Gdy przybył do Ziemi Judzkiej nie miał już ze sobą rubina, za który wcześniej wykupił swoich towarzyszy podróży. Gwiazda, wskazująca cały czas drogę, świeciła coraz słabiej. Czwarty król spotkał Jezusa, będąc już starcem. Jezus okazał mu współczucie, sam dźwigając krzyż na Golgotę.

### Tytus – syn kowala
Pewien kowal żywo interesował się fechtunkiem, miał wielu przyjaciół wśród gladiatorów, dla których wykuwał zbroje, hełmy i miecze. Walczył nawet na arenie, ale tylko do ślubu z ukochaną dziewczyną. Wtedy bez końca poświęcił się kowalstwu, zarabiając w ten sposób na utrzymanie swojej rodziny. Któregoś dnia urodził mu się syn. Rodzice nadali mu imię Tytus. Chłopiec był dzieckiem chorowitym. Kowala nie było stać na zapłacenie lekarza, dlatego postanowił walczyć na arenie, by zarobić na zapłacenie za opiekę lekarską i lekarstwa. Gdy wygrał jeden z turniejów, nie opuścił już areny. Został gladiatorem.
Tymczasem jego syn zapragnął iść w ślady ojca. Niepoprawne prowadzenie się Tytusa trwało aż do momentu, w którym poważnie zranił jednego z kolegów. Kowal zabrał syna ze sobą i postanowił iść przeprosić rodziców poszkodowanego. Tam Tytus poznał Weronikę chrześcijankę. Chociaż sam nie zdecydował się na przejście na chrześcijaństwo, towarzyszył wybrance aż na arenę, na której miała zginąć za niedopełnienie aktu oddania czci bogini Romie. Dosyć niespodziewany zwrot akcji być może uratował Weronikę i Tytusa z opresji.

### Krzysztof
Reprobus, niesłychanie silny człowiek, postanowił, że będzie służył najpotężniejszemu na świecie. Pierwszym, któremu oddał się na służbę był król. Został przyjęty do osobistej gwardii królewskiej. Kiedy się okazało, że król boi się szatana, to on stał się panem jego serca i życia. Będąc złym Reprobus napadał na ludzi i trzymał ze złoczyńcami. Któregoś dnia zauważył, że szatan lęka się Chrystusa. Po zasięgnięciu opinii pustelnika Reprobus zamieszkał nad brzegiem rzeki i zaczął pomagać przeprawiającym się na drugi brzeg. Całe lata służył młodym i starym, niektórzy szukali schronienia w jego szałasie. Czuli się przy nim bezpiecznie. Gdy którejś słotnej nocy Reprobus zaczął tracić poczucie sensu swojej posługi, mały chłopiec poprosił go o przeniesienie na drugą stronę rzeki. W samym środku rwącej rzeki malec stał się niespotykanie ciężki. Gdy Reprobus zobaczył, kogo tak naprawdę niesie, okazało się, iż jest nim sam Chrystus. Tak stał się Christoforusem – Niosącym Chrystusa – po polsku Krzysztofem.

### Jest taki kwiat
Arogancka i gnuśna księżniczka naprzykrzała się wszystkim wokół. Pokazywała fochy. Nie chciała się zdecydować na zamążpójście. Jedyną pasją dla okropnej następczyni książęcego tronu były kwiaty. Uwielbiała ogród. Pewnego dnia zakochał się w niej młody książę. Nie wiedział jednak, jak wpłynąć na jej osobę, by stała się lepsza. Postanowił jednak, że weźmie swój ukochany kwiat i zatrudni się jako pomocnik ogrodnika w zamkowym ogrodzie. Dziewczyna zaraz zauważyła nowego pracownika. Wybrała go nawet za swego rodzaju obiekt do wyżywania się. Książę nie dał za wygraną. Gdy się rozchorował, księżniczka przyszła do jego ogrodniczej budki. Zauważyła kwiat i postanowiła zabrać go ze sobą. Książę wyjaśnił, iż kwiat zakwita tylko w nocy i tylko wtedy, gdy przez cały dzień się było grzecznym i dobrym dla bliźnich. Księżniczka postanowiła to sprawdzić. Terapia poskutkowała, młodzi wkrótce się pobrali.

### O szejku i o śmierci
Szejk był bardzo szanowanym człowiekiem. Dla każdego miał dobre słowo. Wszyscy przychodzili do niego po radę. Niestety, jak to bywa z filantropami, był samotny. Nigdy nie założył rodziny, nie miał przyjaciół. Tak minęło jego życie. Któregoś dnia, gdy wszyscy szukający u niego pomocy już wrócili do swoich domów, do szejka przyszedł anioł śmierci, by mu zakomunikować jego rychły koniec. Nie czekając długo starzec postanowił uciec z własnej posiadłości na szybkim dromaderze. Całą noc jechał i jechał, aż w końcu dotarł wyczerpany do oazay. Niespodziewanie czekał tam na niego anioł śmierci, który zakomunikował, iż był zdziwiony, kiedy Bóg kazał mu odebrać starego szejka w tak wielkiej odległości od jego domu.

### Czarny rycerz
Bardzo niegrzeczna i krnąbrna księżniczka mieszkała ze swymi rodzicami w wysoko położonym zamku. Nie chciała zgodzić się na zamążpójście, wymagając by przyjeżdżający prosić o jej rękę, objechali na koniu mury ojcowskiego gniazda. Dobrze wiedziała, że urwiska są niebezpieczne i nikomu się to nie udawało. Przepaść pochłonęła wiele ofiar. Któregoś dnia do zamku zawitał Czarny Rycerz. Nikt nie znał jego pochodzenia. Księżniczka zakochała się. On jednak nie przyjechał szukać żony. Chciał tylko objechać mury, co mu się zresztą udało. Zamiast poprosić o jej rękę, wyjechał w nieznane.
Księżniczka postanowiła go odszukać. Podróżując trafiła do ubogiego dworu, w którym dowiedziała się, iż sama stała się przyczyną śmierci jedynego syna, jego właścicieli. Sumienie zostało skruszone. Zaczęła pomagać im z całych sił, udając przy tym, że jest mężczyzną. Los sprawił, iż do dworu zawitał Czarny Rycerz, jej wybranek. Księżniczka zobaczywszy go, straciła przytomność.

### Nie taki diabeł straszny, jak go malują
Bohaterem opowiadania jest bogacz, który jest arogancki. Z nikim się nie liczy. Chce być coraz potężniejszy i zarabiać coraz więcej, w czym przypomina Ebenezera Scrooge’a z Opowieści wigilijnej Karola Dickensa. Jedyną godziną miłosierdzia, którą praktykuje jest spacer do parku z przygarniętą przez jego ogrodników sierotą. Jest to może bardziej z jego strony działanie reklamowe, ma niby zapewnić mu dobre notowania u starszych mieszczanek. Któregoś dnia Twardowski, bo tak miał na nazwisko, postanawia zaprzedać duszę diabłu. Ten go wyśmiał, bo to już ponoć nie te czasy. Diabeł doradził mu raczej, by żył jak do tej pory, wzbogacając się każdego dnia, a na pewno osiągnie wielki sukces. Gdy już osiągnął nadspodziewany sukces dane mu było zobaczyć swoją przyszłość. Jedyną osobą, która okazała mu życzliwość, była owa sierota, oprowadzana przez niego po miejskim parku. Twardowski zdecydował się na rzucenie wszystkiego i wyruszenie z dzieckiem w świat. Ludzie powiadają, że szatan osadził go na księżycu.

### Ludzkie krzyże
Pewien mężczyzna narzekał na swe życie, na ciężki krzyż, który mu przyszło dźwigać każdego dnia. Wydawało mu się, że inni mają łatwiej w życiu. Przyśniło mu się kiedyś, iż anioł zaprowadził go do miejsca, w którym stały ludzkie krzyże. Pozwolono mu na wybranie odpowiedniego dla siebie. Przymierzał kilka. Jak się okazało ani złoty ozdobny, ani elegancki kamienny nie były dla niego. Dopiero gdy wybrał prosty, ani za ciężki, ani za duży podszedł do anioła i jak się okazało, był to jego własny, na który do tej pory narzekał.

### Opowiadanie wigilijne
Janek przeżywa Adwent. W przeciwieństwie do innych dzieci wierzy w św. Mikołaja i jego obdarowywanie prezentami. Sam przygotowuje prezenty mikołajkowe dla swoich rodziców, mamie kupił chusteczki do nosa a tacie skarpety. Czekając wieczorem na św. Mikołaja zasnął, kiedy się obudził znalazł pod poduszką podłożony prezent. Również jego siostra i rodzice w środku nocy cieszyli się podarkami. Przedświąteczny czas spędza na przygotowanie ozdób świątecznych i choinkowych. W wigilijny dzień wszyscy się kłócą i trzeba samej kolacji wigilijnej, by w domu znowu nastała zgoda. Wieczorem wszyscy członkowie rodziny kolędowali, a potem była pasterka.

### Jakub maszeruje do nieba
Jakub był pasterzem. Cała okolica miała mu za złe, że nie chodzi w niedzielę do kościoła, zawsze wymawiając się, iż nie ma co na siebie włożyć. Pewnego dnia do miasteczka przyjechał cyrk. Jakub długo pozostał z pracownikami cyrku. W następną niedzielę przyszedł na mszę ubrany w żołnierski mundur. Był najlepiej ubranym uczestnikiem nabożeństwa. Z pompą się maszeruje do nieba, trzeba wiedzieć, jak się dobrze przygotować.

### Rozbity dzban
Opowiadanie o cudzie związanym z osobą św. Jana Kantego. Rzecz dzieje się w Krakowie. Święty jest profesorem uniwersyteckim. Rano spieszy się do kościoła św. Anny na poranną mszę święta. We mgle słyszy krzyk i dźwięk rozbijanego glinianego naczynia. Odnajduje ubogą dziewczynę. Z jej rąk wypadł dzbanek z mlekiem, które rozlało się po bruku. Święty chce pomóc, ale danie dziewczynie jakiegoś grosza nie naprawiłoby sytuacji. I tak nie zdążyłaby wrócić się po nowy dzban i mleko. Gdy zakonnik oddala się, okazuje się, iż obok nogi dziewczyny stoi ten sam dzbanek wypełniony po brzegi świeżym mlekiem.

### Święty Mikołaj
Mikołaj miał bogatych rodziców. Gdy umarli odziedziczył po nich wielki majątek. Żyjąc w oderwaniu od świata, mało kontaktował się ze światem zewnętrznym. Swego rodzaju łącznikiem z tym, co działo się za murami posiadłości był stary sługa. Pewnego dnia Mikołaj zainteresował się opowieścią sługi o biednej dziewczynie, która nie miała posagu i nie mogła wyjść za mąż. W nocy poszedł i podłożył jej zawiniątko z pieniędzmi. Całe miasto potraktowało to jako cud. Mikołaj zaczął przysłuchiwać się opowieściom sługi i w tajemnicy pomagać wszystkim, którzy tego potrzebowali: sierotom i wdowom. Wyprzedawał majątek, tak iż zauważyli to mieszkańcy miasta, podejrzewając, iż oddaje się jakiejś tajemniczej namiętności. On jednak robił swoje, każdej nocy zapuszczając się w ubogie dzielnice miasta. Jednego wieczoru mieszkańcy postanowili pochwycić tajemniczego filantropa. Mikołaj uciekał i wpadł do domu biskupa. Ten nie mógł już ukrywać przed swoimi diecezjanami, kim jest dobry anioł, obdarowujący ich dzieci. Mikołaj był najlepszym kandydatem na następcę biskupa.

### Kuternoga
Kulawy chłopak zatrudniał się, gdzie popadnie. Poznał niewidomą sprzedawczynię kwiatów, która pięknie śpiewała. Któregoś dnia okradł bogatego mężczyznę, za co został wtrącony na pięć lat do więzienia. Osiągnął jednak swój cel. Ukradzione pieniądze przeznaczył na operację i kurację dziewczyny. Gdy wyszedł z więzienia, postanowił ją odwiedzić, by sprawdzić, czy dobrze użyła otrzymane pieniądze. Stała się sławną śpiewaczką. Gdy chłopak przecisnął się przez tłum, by ją zobaczyć z bliska, dziewczyna udała, że go nie zna, chciała nawet dać mu jałmużnę.

### Ostatni zakonnik
Franciszkanin ten rzeczywiście był ostatnim żyjącym zakonnikiem swojego klasztoru. W konwencie wszystko było wysoce skomputeryzowane. Posiłki, przemieszczanie się, ochrona, opieka medyczna, jednym słowem wszystko regulował specjalny system komputerowy. Zakonnik już dawno sprawdził, że rzeczywiście w konwencie pozostał tylko on sam. Ostatnimi czasy zaczął znacznie podupadać na zdrowi. Komputerowy lekarz zalecił odpoczynek i niewychodzenie z celi. Któregoś dnia w monitorze komputera starzec zauważył intruza. Młody człowiek dostał się do wnętrza budynku. Zakonnik bacznie obserwował, jak przybysz zaczął w bibliotece klasztornej wczytywać się w Kwiatki św. Franciszka z Asyżu. Potem ubrał się w habit i zasnął w dawno nieodwiedzanej części klasztoru. Następnego dnia przyprowadził swoich przyjaciół. Potem następnych. Ostatniemu zakonnikowi nie pozostało nic innego jak zweryfikowanie prawdziwości ich powołania i przyjęcie ich dożywotniej profesji. Guzik, informujący, iż jest ostatnim zakonnikiem i że czas czynić przygotowania do śmierci, przestał dawać o sobie znać.

### Sen o nadziei
Dosyć mroczny obraz składający się z następujących po sobie sekwencji sennych, w których bohater opowiadania zaznajamia się z sytuacją czyśćca. Mroczne korytarze, nieprzychylni ludzie, ciemne miasto, szary tłum, jakiś amok, tajemnicze jezioro, katedra.
Obrazy niedokończone, stwarzające poczucie niedopełnienia, braku nadziei. Tęsknota za jeszcze jedną szansą.